# Niall Mòr MacMuireadhaigh
Œuvres principales
- Soraidh slàn don oidhche a réir (Adieu à la nuit dernière)

Niall Mòr MacMuireadhaigh ou Niall MacMhuirich est un barde gael. Il est né vers 1550 et il meurt après 1613.
Il appartient à l'une des branches du clan Muirich, descendants de la branche Muireadhach Albanach Ó Dálaigh. Il est l'auteur de Soraidh slán don oidhche a-réir ("Adieu à la nuit dernière"), un poème d'amour de six quatrains. Selon une tradition orale, dix-huit générations sépareraient Niall Mòr et Muireadhach Albanach Ó Dálaigh, qui serait arrivé en Écosse plus de trois ans avant l'époque de Niall Mòr.